# Cyobius tsukamotoi
Cyobius tsukamotoi är en skalbaggsart som beskrevs av Ochi, Kon och Kawahara 2008. Cyobius tsukamotoi ingår i släktet Cyobius och familjen bladhorningar. Inga underarter finns listade i Catalogue of Life.